# Nakamura Dōseki
Nakamura Dōseki est un nom japonais traditionnel ; le nom de famille (ou le nom d'école), Nakamura, précède donc le prénom (ou le nom d'artiste).
Nakamura Dōseki (中村 道碩, 1582 - 1630) est un joueur de go japonais professionnel. La tradition le considère comme le fondateur de la maison Inoue. Il s'agit en faut d'une inclusion rétrospective, pour l'essentiel une fabrication du début du XIXe siècle due à Inoue Genan Inseki. Il apparaît parfois sous le nom Inoue Nakamura Dōseki.
Formé par Honinbo Sansa, Nakamura est le deuxième meijin. Il est très connu pour sa partie contre Yasui Santetsu dans laquelle le premier jeu est à un point sur un côté 3-10, allant à l'encontre de l'orthodoxie relative au démarrage dans un coin.

## Source de la traduction
- (en) Cet article est partiellement ou en totalité issu de l’article de Wikipédia en anglais intitulé « Nakamura Doseki » (voir la liste des auteurs).